# Lyrics and Other Poems (tomik Richarda Watsona Gildera)
Lyrics and Other Poems – tomik amerykańskiego poety Richarda Watsona Gildera, opublikowany w 1887.  Tomik zawiera cykle Lyrics, Ballads, Sonnets, Odes and Meditative Poems i poemat  The New Day. Wśród wierszy znalazł się sonet (To) Modjeska poświęcony Helenie Modrzejewskiej.